# Федерация кунг-фу России
Федерация кунг-фу России — общероссийская общественная спортивная организация, созданная в целях развития, пропаганды и популяризации вида спорта кунг-фу в России. Представляет интересы российского кунг-фу в Международной федерации кунг-фу и Европейской федерации кунг-фу. Спортивная федерация занимается проведением на территории России соревнований по кунг-фу, организует чемпионаты, первенства, кубки России и другие официальные спортивные мероприятия. Принимает участие в чемпионатах и первенствах Международной федерации кун-фу и имеет право представлять под государственным флагом России спортивные делегации и команды на официальных международных спортивных мероприятиях.

## История
- 18 апреля 2008 года Министерством юстиции Российской Федерации зарегистрирована Общероссийская общественная спортивная организация Федерация кунг-фу России.
- 21 апреля 2008 года президентом федерации кунг-фу России избран Магомедкамиль Рабаданов.
- С 2008 по 2010 год Федерация ведёт активную работу по открытию новых региональных отделений в городах: Анапа, Барнаул, Воскресенск, Кемерово, Махачкала, Омск, Пермь, Санкт-Петербург, Сергиев Посад, Тверь и др.
- В июле 2010 года сборная России по кунг-фу принимает участие в I чемпионате мира по кунг-фу в Турции и занимает первое общекомандное место в дисциплине кунг-фу файтинг.
- 21 апреля 2008 году открывается отделение Федерации Кунг-фу г Москвы президентом избран Камилов Рамазан
- В 2011 году на чемпионате мира в Кувейте[1]сборная России также одерживает победу и занимает первое общекомандное место в дисциплине кунг-фу файтинг.
- В 2012 году решением президиума Федерации кунг-фу России в программу соревнований по кунг-фу вводят дисциплину кунг-фу УИ: демонстрация на ковре без спарринг-партнёра различных техник школ китайских боевых искусств и стилей кунг-фу с оружием и без. В мае 2012 года в Санкт-Петербурге проводится чемпионат России, посвященный Дню победы, который привлекает внимание организаторов Олимпиады боевых искусств Восток-Запад.[2][3]
- В июне 2012 года сборная России занимает второе общекомандное место на чемпионате мира по кунг-фу в Пекине (Китай).[4]
- В сентябре 2012 года Федерация кунг-фу России становится постоянным членом Комитета национальных и неолимпийских видов спорта, а кунг-ф] как вид спорт включен в список единоборств.[5]
- В феврале 2013 года впервые проводится чемпионат России по кунг-фу, дисциплина кунг-фу УИ.[6][7][8] Место проведения: Алтайский край, Барнаул. В чемпионате приняло участие 368 спортсменов из 18 регионов России.
- В апреле 2013 года решением Президиума Федерации кунг-фу России в программу соревнований вводят направление кунг-фу да-цзень.
- На чемпионате мира в 2013 году[9][10] сборная России завоевала 14 золотых медалей, четыре из которых на счету у Татьяны Власко[11] в дисциплине Кунг-Фу УИ.
- В 2014 году Президиум Федерации кунг-фу России расширяет список дисциплин и добавляет в программу соревнований по кунг-фу такие направления как кунг-фу шуайцзяо и кунг-фу туйшоу.
- В июле 2014 года сборная России занимает второе общекомандное место на чемпионате мира по кунг-фу. На этом чемпионате российский спортсмен Пастухов Иван становится первым чемпионом мира по кунг-фу шуайцзяо[12][13]в весовой категории до 63 кг. [14]
- В апреле 2015 года в Перми состоялся чемпионат и первенство России по кунг-фу, в котором первое общекомандное место заняла сборная Дагестана.[15][16][17]
- В 2015 году сборная России занимает первое общекомандное место на IV чемпионате мира по Кунг-Фу[18] в Пекине (Китай), возвращает себе международное лидерство и получает право на проведение V чемпионата мира по кунг-фу 2016 в Москве.

## Президиум Федерации кунг-фу России
|    | Фамилия Имя Отчество             | Должность                           | Срок работы                |
| -- | -------------------------------- | ----------------------------------- | -------------------------- |
| 1. | Рабаданов Магомедкамиль Набиевич | Председатель Президиума             | 2008 год — настоящее время |
| 2. | Сурков Владимир Олегович         | Заместитель Председателя Президиума | 2012 год — настоящее время |
| 3. | Багомедов Хизри Абдурашидович    | Член Президиума                     | 2008 год — настоящее время |
| 4. | Гулин Дмитрий Васильевич         | Член Президиума                     | 2013 год — настоящее время |

5. Камилов Рамазан Магомедович               Президент Федерации Кунг-фу г Москвы   2008 год-настоящее время 

## Руководство Федерации кунг-фу России
|    | Фамилия Имя Отчество          | Должность |
| -- | ----------------------------- | --- |
| 1. | Цзян Яньбинь                  | Почетный президент |
| 2. | Рабаданов Камиль Набиевич     | Президент, заслуженный тренер России, председатель комитета по дисциплине кунг-Фу «Fighting» в Международной федерации кунг-фу |
| 3. | Сурков Владимир Олегович      | Первый вице-президент |
| 4. | Гаджиев Гаджи Шапиевич        | Вице-президент по международным связям                                                                                         |
| 5. | Янычев Андрей Геннадьевич     | Вице-президент по маркетингу                                                                                                   |
| 6. | Багомедов Хизри Абдурашидович | Вице-президент, председатель технического комитета                                                                             |
| 7. | Гулин Дмитрий Васильевич      | Вице-президент, председатель судейской коллегии                                                                                |
| 8. | Клебанов Михаил Евгеньевич    | Исполнительный директор |
| 9. | Матвеенко Наталья Евгеньевна  | Ответственный секретарь |

## Судьи
|    | Фамилия Имя Отчество           | Должность                                                      |
| -- | ------------------------------ | -------------------------------------------------------------- |
| 1. | Гулин Дмитрий Васильевич       | Председатель Судейской коллегии, Судья международной категории |
| 2. | Багомедов Рустам Абдурашидович | Судья международной категории                                  |

## Дисциплины кунг-фу
- кунг-фу файтинг — полноконтактные поединки, включающие как элементы ударов рук и ног, так и бросковую технику с партером.
- кунг-Фу УИ — демонстрация на ковре без спарринг партнера различных техник школ китайских боевых искусств и стилей кунг-фу с оружием и без.
- кунг-фу да-цзень — полноконтактное фехтование на не травмоопасных мечах.
- кунг-фу туйшоу — использование техники тайцзицюань для выведения из равновесия спарринг партнера.
- кунг-фу шуайцзяо — борьба на ковре без применения ударов и борьбы в парте́ре.

## Чемпионы Федерации
Дисциплина кунг-фу файтинг
|     | Фамилия Имя          | Весовая категория, кг | Россия                        | Мир                        |
| --- | -------------------- | --------------------- | ----------------------------- | -------------------------- |
| 1.  | Абдурахманов Рашид   | 90                    | Двукратный чемпион России     | Двукратный чемпион мира    |
| 2.  | Алибулатов Артур     | свыше 90              | Чемпион России                | Однократный чемпион мира   |
| 3.  | Алиев Арсен          | 85                    | Чемпион России                | Двукратный чемпион мира    |
| 4.  | Алюков Раджаб        | 34                    | Чемпион России                | Однократный чемпион мира   |
| 5.  | Амирарсланов Амир    | 40                    | Чемпион России                | Однократный чемпион мира   |
| 6.  | Атлыев Рамазан       | 90                    | Чемпион России                | Однократный чемпион мира   |
| 7.  | Билостенный Сергей   | свыше 90              | Чемпион России                | Однократный чемпион мира   |
| 8.  | Бурова Татьяна       | 60                    | Чемпионка России              | Двукратная чемпионка мира  |
| 9.  | Гусейнов Юнус        | 75                    | Чемпион России                | Однократный чемпион мира   |
| 10. | Ибрагимов Абдулла    | 75                    | Двукратный чемпион России     | Двукратный чемпион мира    |
| 11. | Исаков Марат         | 70                    | Чемпион России                | Однократный чемпион мира   |
| 12. | Какраев Рустам       | 60                    | Трехкратный чемпион России    | Двукратный чемпион мира    |
| 13. | Камутаев Марат       | свыше 90              | Двукратный чемпион России     | Однократный чемпион мира   |
| 14. | Кутбудинов Гамзат    | 70                    | Двукратный чемпион России     | Однократный чемпион мира   |
| 15. | Магомедалиев Раймонд | 80                    | Чемпион России                | Двукратный чемпион мира    |
| 16. | Магомедов Али        | 60                    | Двукратный чемпион России     | Однократный чемпион мира   |
| 17. | Матвеева Светлана    | 65                    | Чемпионка России              | Однократная чемпионка мира |
| 18. | Мугутдинов Раджаб    | 65                    | Четырехкратный чемпион России | Трехкратный чемпион мира   |
| 19. | Муртазалиев Исламдин | 47                    | Чемпион России                | Однократный чемпион мира   |
| 20. | Муташев Заур         | 70                    | Чемпион России                | Однократный чемпион мира   |
| 21. | Нурутдинов Шихсаид   | 75                    | Чемпион России                | Однократный чемпион мира   |
| 22. | Харитонов Данила     | 80                    | Чемпион России                | Однократный чемпион мира   |
| 23. | Чотанов Артур        | 56                    | Двукратный чемпион России     | Однократный чемпион мира   |
| 24. | Чотанов Тавболат     | 65                    | Чемпион России                | Однократный чемпион мира   |
| 25. | Шамилов Садтрутдин   | 80                    | Чемпион России                | Однократный чемпион мира   |
| 26. | Шитова Ольга         | 55                    | Трехкратная чемпионка России  | Однократная чемпионка мира |
| 27. | Юзбеков Малик        | 75                    | Чемпион России                | Однократный чемпион мира   |
| 28. | Юнусов Назирбек      | 60                    | Чемпион России                | Однократный чемпион мира   |

Дисциплина кунг-фу УИ
|     | Фамилия Имя           | Россия                          | Мир                           |
| --- | --------------------- | ------------------------------- | ----------------------------- |
| 1.  | Баранов Валерий       | Чемпион России                  | Однократный чемпион мира      |
| 2.  | Белоносова Полина     | Чемпионка России                | Однократная чемпионка мира    |
| 3.  | Белорыбкина Елизавета | Чемпионка России                | Однократная чемпионка мира    |
| 4.  | Бурденков Александр   | Четырёхкратный Чемпион России   | Четырёхкратный чемпион мира   |
| 5.  | Власко Татьяна        | Чемпионка России                | Однократная чемпионка мира    |
| 6.  | Гуськов Владимир      | Трехкратный чемпион России      | Однократный чемпион мира      |
| 7.  | Дорош Анастасия       | Двукратная чемпионка России     | Однократная чемпионка мира    |
| 8.  | Дорош Татьяна         | Трёхкратная чемпионка России    | Трёхкратная чемпионка мира    |
| 9.  | Ёлкина Полина         | Чемпионка России                | Однократная чемпионка мира    |
| 10. | Ескулов Жамал         | Чемпион России                  | Однократный чемпион мира      |
| 11. | Зыбин Дмитрий         | Чемпион России                  | Однократный чемпион мира      |
| 12. | Колесова Ольга        | Чемпионка России                | Однократная чемпионка мира    |
| 13. | Кривиков Даниил       | Чемпион России                  | Однократный чемпион мира      |
| 14. | Кустов Иван           | Чемпион России                  | Однократный чемпион мира      |
| 15. | Лавлинский Вадим      | Двукратный чемпион России       | Однократный чемпион мира      |
| 16. | Ладыка Егор           | Трехкратный чемпион России      | Трехкратный чемпион мира      |
| 17. | Лисица Татьяна        | Чемпионка России                | Однократная чемпионка мира    |
| 18. | Лобунцов Андрей       | Чемпион России                  | Однократный чемпион мира      |
| 19. | Маньшина Юлиана       | Двукратная чемпионка России     | Двукратная чемпионка мира     |
| 20. | Маркин Юрий           | Чемпион России                  | Однократный чемпион мира      |
| 21. | Овчинников Евгений    | Чемпион России                  | Однократный чемпион мира      |
| 22. | Речкин Виталий        | Чемпион России                  | Однократный чемпион мира      |
| 23. | Сагаев Руслан         | Чемпион России                  | Однократный чемпион мира      |
| 24. | Семёнов Андрей        | Чемпион России                  | Однократный чемпион мира      |
| 25. | Семирников Андрей     | Чемпион России                  | Однократный чемпион мира      |
| 26. | Середа Максим         | Чемпион России                  | Однократный чемпион мира      |
| 27. | Сурков Владимир       | Двукратный чемпион России       | Трехкратный чемпион мира      |
| 28. | Суркова Екатерина     | Четырёхкратная чемпионка России | Четырёхкратная чемпионка мира |
| 29. | Сырбо Ян              | Чемпион России                  | Однократный чемпион мира      |
| 30. | Топоров Егор          | Двукратный чемпион России       | Однократный чемпион мира      |
| 31. | Филатов Илья          | Двукратный чемпион России       | Однократный чемпион мира      |
| 32. | Чернейкин Сергей      | Чемпион России                  | Однократный чемпион мира      |
| 33. | Шихов Кирилл          | Чемпион России                  | Однократный чемпион мира      |
| 34. | Щербаков Даниил       | Чемпион России                  | Однократный чемпион мира      |
| 35. | Югов Кирилл           | Чемпион России                  | Однократный чемпион мира      |
| 36. | Якимович Екатерина    | Чемпионка России                | Однократная чемпионка мира    |

Дисциплина кунг-фу шуайцзяо
|    | Фамилия Имя   | Весовая категория, кг | Россия         | Мир                      |
| -- | ------------- | --------------------- | -------------- | ------------------------ |
| 1. | Пастухов Иван | 60                    | Чемпион России | Однократный чемпион мира |